# Öffner (Adelsgeschlecht)

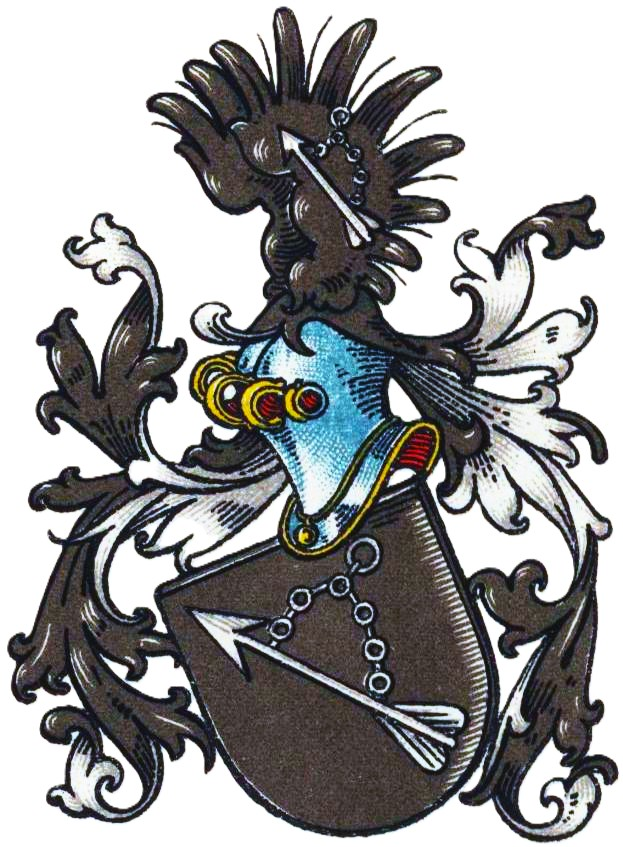
Wappen der Oefener im Wappenbuch des Westfälischen Adels

Wappen der Öffner in Siebmachers Wappenbuch

Die Öffner (auch Oeffner, Oefner, Oefener o. ä.) waren ein ursprünglich fränkisches Adelsgeschlecht, das später Besitz in Niedersachsen hatte.

## Geschichte
Das Geschlecht stammt aus Franken und wurde bereits beim Turnier in Worms 1209 erwähnt. Sein Sitz war einst bei Rothenburg ob der Tauber. Hans Öffner besaß 1418 das Gut Habelsheim als würzburgisches Lehen, weswegen die Familie später in den fränkischen Ritterkreis aufgenommen wurde. Ein Wolf Öffner war 1528 Kanzler beim Markgrafen in Ansbach. Sein gleichnamiger Sohn Wolf Öffner war in zahlreiche Fehden verwickelt, verlor dadurch seinen Besitz in Insingen und wurde am 23. März 1558 in Schwäbisch Hall enthauptet. 
Georg Friedrich Öffner, verheiratet mit Anna von Alden († 1632), Tochter von Ernst von Alden, 1557/1600 Landdrost in Lüneburg, ließ sich während des Dreißigjährigen Krieges bei Braunschweig nieder und verkaufte die fränkischen Güter. Sein gleichnamiger Sohn (1621–1693) war kurhannoverscher Generalleutnant und fiel 1693 in der Schlacht bei Landen.

## Wappen
Blasonierung: In Silber ein silberner schrägrechts gestellter Pfeil, an de, links eine silberne Kette befestigt ist, die an einem Ring im linken Obereck hängt. Auf dem Helm mit schwarz-silbernen Helmdecken ein schwarzer geschlossener Flug belegt mit dem Bild vom Schild.